# Anolis wattsii
Anolis wattsii (аноліс Уоттса) — вид ігуаноподібних ящірок родини анолісових (Dactyloidae). Мешкає на Карибах.

## Поширення і екологія
Аноліси Уоттса мешкають на Антигуа, Барбуді і сусідніх острівцях, а також були інтродуковані на Сент-Люсію, та, за деякими свідченнями, на Сент-Кіттс. Вони живуть в сухих тропічних лісах і чагарникових заростях, трапляються в садах.